# Ofício dos contadores de histórias no Pará
O contador de história no Pará é um ofício no estado do Pará baseado na arte milenar da literatura oral, de educar ou preservar a cultural regional repassar eventos reais ou fictícios com uso da tradição oral. 
Conforme a historiadora brasileira Joana Chagas: “Foi por meio desta arte que fui ao encontro da minha ancestralidade e me descobri indígena, o que têm me alimentado o espírito.”, é articuladora da Biblioteca Comunitária Itinerante BombomLer na cidade brasileira de Belém (ligado à Rede de Bibliotecas Comunitárias Amazônia Literária).

## História
O ato de contar história é uma arte milenar que marcou a história da humanidade. Ao se falar nessa arte, geralmente faz-se associação com à imagem da vovó que conta história ao segurar os netos no colo (de acordo com o senso comum).